# Pier Giorgio Frassati
Pier Giorgio Frassati (Torino, 6 aprile 1901 – Torino, 4 luglio 1925) è stato un filantropo, alpinista e studente italiano, terziario domenicano. È stato inoltre membro della Società San Vincenzo de' Paoli, della Federazione universitaria cattolica italiana e di Azione Cattolica.
Nato in una famiglia della ricca borghesia torinese, Pier Giorgio dedicò la sua vita all'aiuto dei poveri, all'evangelizzazione e all'impegno nella vita politica e culturale della sua città sempre guidato da una profonda e radicata fede cattolica.
Nel 1990 è stato beatificato da papa Giovanni Paolo II e verrà canonizzato il 7 settembre 2025 da papa Leone XIV. Egli è considerato uno dei santi sociali torinesi.

## Biografia

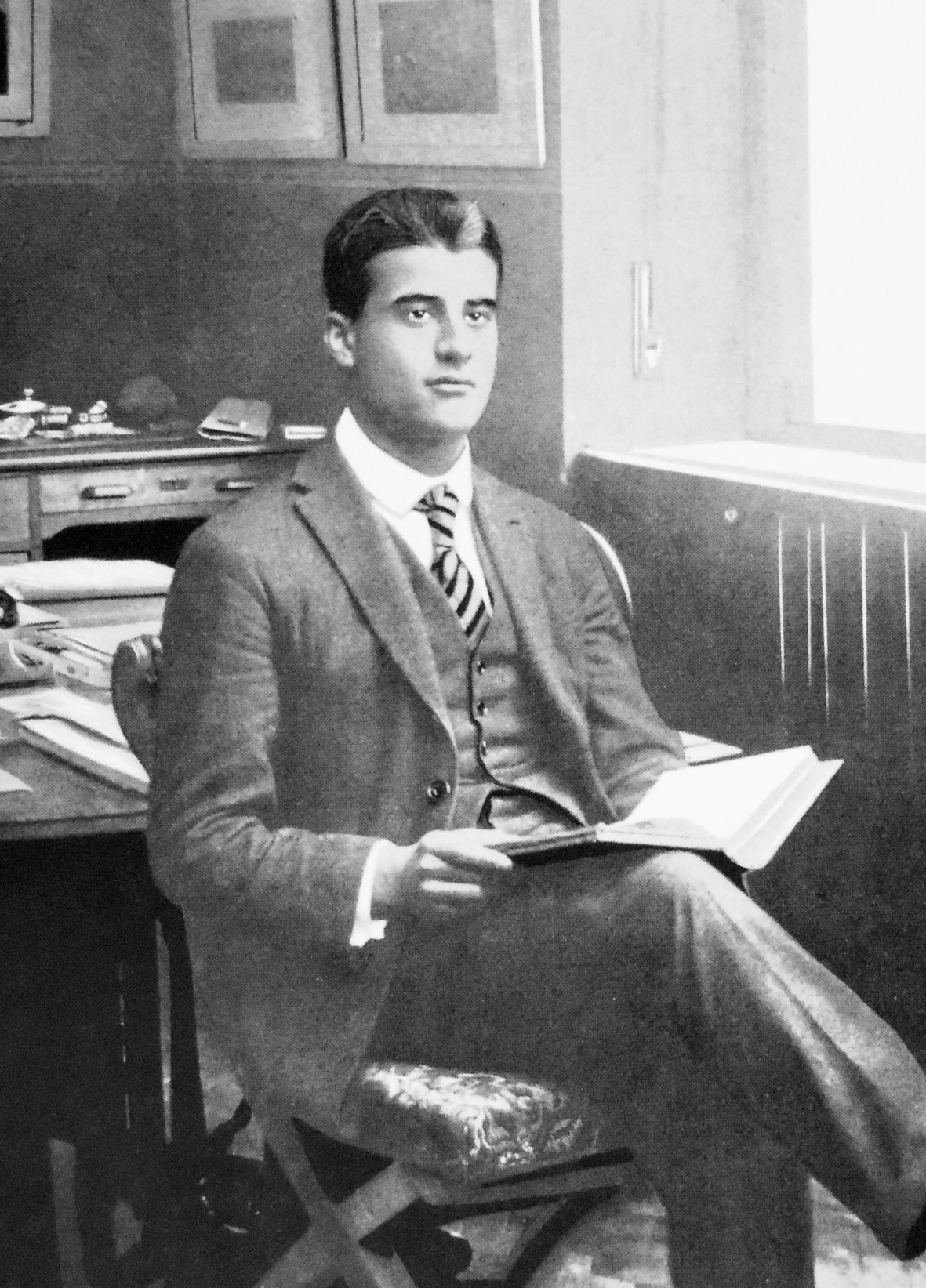
Pier Giorgio Frassati nell'ufficio del padre (1920)

### La famiglia
Pier Giorgio Frassati nacque il 6 aprile 1901, figlio primogenito di Alfredo, giurista e direttore del quotidiano La Stampa, e della pittrice Adelaide Ametis.

### Davanti alla prima guerra mondiale
Nel 1914 l'Europa fu insanguinata dalla Grande Guerra e l'anno seguente l'Italia entrò nel conflitto muovendo guerra all'Austria-Ungheria. La famiglia Frassati, giolittiana e liberale, era neutralista. Allo scoppio della guerra, Pier Giorgio, anche se molto giovane, s'impegnò alacremente per rendersi utile. Inoltre inviava regolarmente ai soldati e alle loro famiglie i suoi piccoli risparmi.

### Gli studi
Pier Giorgio e la sorella minore Luciana, nonostante la differenza di un anno d'età, furono avviati insieme agli studi. Come era usanza nelle famiglie signorili di un tempo, la prima istruzione venne loro impartita privatamente, in casa. Poi frequentarono le scuole statali, ma Pier Giorgio non dimostrò molto entusiasmo per lo studio, e subì una bocciatura. Dopo aver conseguito la licenza media, entrambi vennero iscritti al Liceo classico Massimo d'Azeglio di Torino; tuttavia l'iter scolastico di Pier Giorgio fu rallentato dal fatto di essere per due volte rimandato in latino. Venne poi iscritto dai genitori all'Istituto Sociale di Torino, un ginnasio-liceo retto dai Padri della Compagnia di Gesù, dove si avvicinò anche alla spiritualità cristiana. Pier Giorgio conseguì la maturità classica nell'ottobre del 1918.
Il mese successivo si iscrisse alla facoltà di Ingegneria meccanica (specializzazione in mineraria) presso il Regio Politecnico di Torino. Motivò questa scelta universitaria con l'intenzione di poter lavorare al fianco dei minatori (la classe operaia più disagiata a quel tempo), per aiutarli a migliorare le loro condizioni di lavoro. Ormai al termine del suo percorso universitario, condotto con grande impegno, Pier Giorgio morì improvvisamente a due soli esami dalla sospirata mèta. Fu insignito della laurea ad honorem nel 2001.
All'Università ebbe inizio un periodo di intensa attività all'interno di numerose associazioni di stampo cattolico, in particolare la Gioventù Italiana di Azione Cattolica, la Fuci e il Circolo "Cesare Balbo", affluente alla Fuci stessa, a cui si iscrisse nel 1919. Inoltre aderì anche alla Società di San Vincenzo de' Paoli del "Cesare Balbo", profondendo un impareggiabile impegno in favore dei poveri e dei più bisognosi. Nel 1920 si iscrisse al Partito Popolare Italiano di don Sturzo.

### La montagna e l'amore

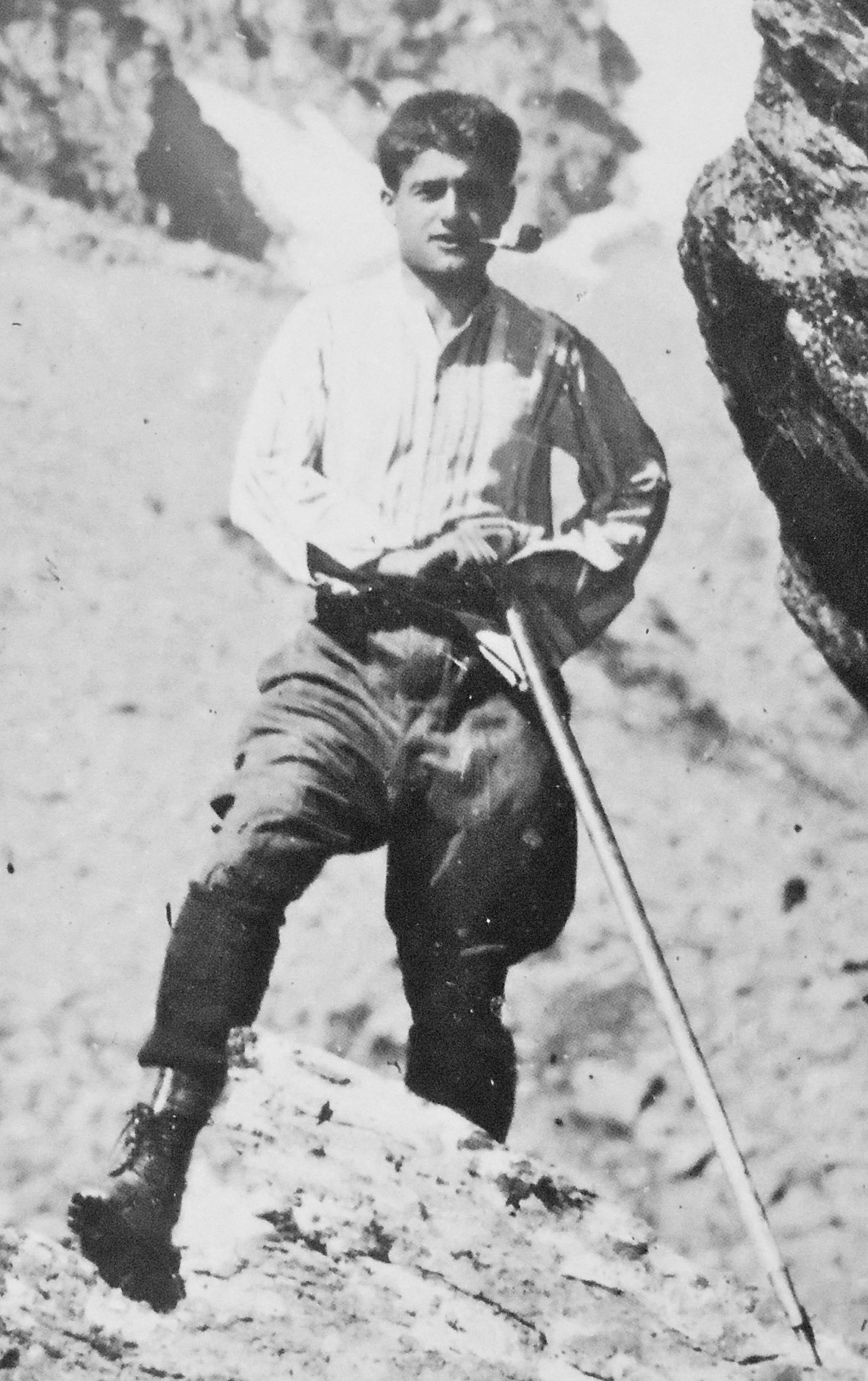
Pier Giorgio in montagna fotografato dalla sorella Luciana

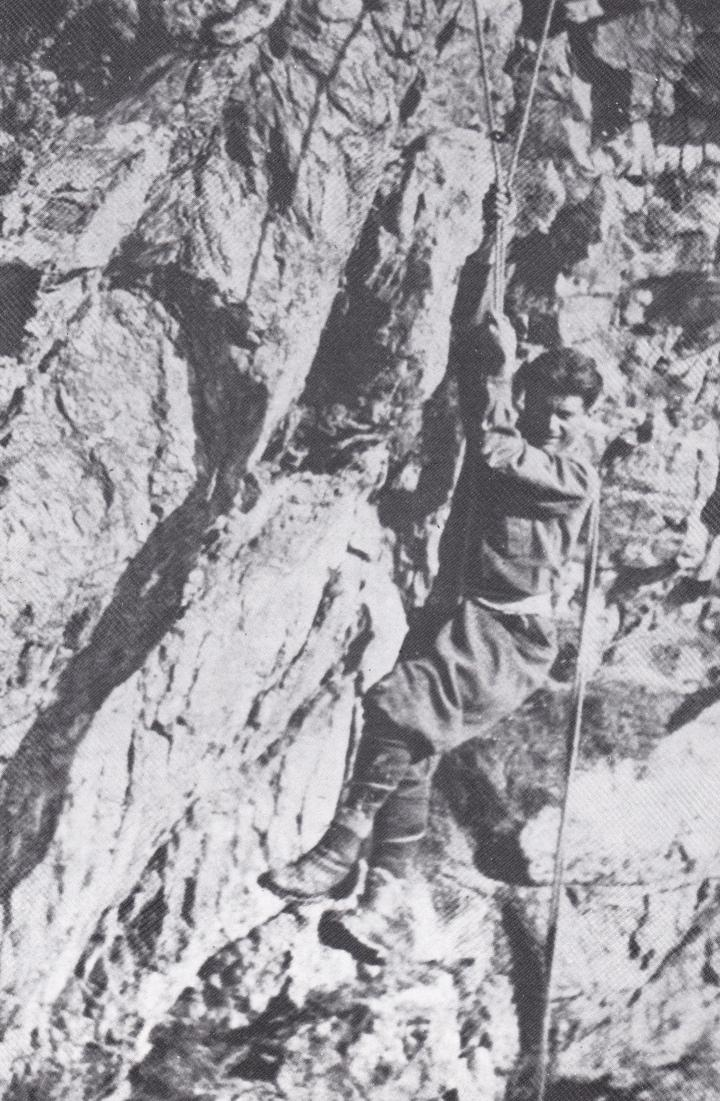
In cordata a Rocca Sella (1924)

Praticò numerosi sport, ma furono soprattutto le escursioni in montagna a costituire la sua più grande passione, come documentato dalle numerose fotografie. S'iscrisse anche a varie associazioni alpinistiche, partecipando attivamente a circa una quarantina di gite ed escursioni. La sua più notevole ascensione è stata la difficile vetta della Grivola (tuttora riservata ad alpinisti esperti); tra le altre montagne scalò anche l'Uia di Ciamarella il 20 luglio 1924 insieme agli amici dell'associazione di alpinisti cattolici "Giovane Montagna".
Fu poi proprio la sua passione per la montagna che gli fece conoscere Laura Hidalgo (1898-1976), una ragazza orfana e di modeste origini sociali: Pier Giorgio se ne innamorò, anche se non le confessò mai il proprio sentimento, "per non turbarla", come scrisse ad un amico. La ragione per cui non le dichiarò il suo amore fu la netta opposizione della famiglia di lui, che non avrebbe mai accettato per l'erede dei Frassati una consorte che non fosse stata d'altolocata e prestigiosa provenienza sociale. Rinunciò quindi a questo amore per non suscitare pesanti discussioni in casa e non incrinare ulteriormente il rapporto tra padre e madre, che già in quel momento versava in gravi difficoltà. Tuttavia questa scelta fu per Pier Giorgio causa di sofferenza, ma lui seppe trovare il modo di affrontarla, come scrisse all'amico Isidoro Bonini il 6 marzo 1925: «Nelle mie lotte interne mi sono spesse volte domandato perché dovrei io essere triste? Dovrei soffrire, sopportare a malincuore questo sacrificio? Ho forse io perso la Fede? No, grazie a Dio, la mia Fede è ancora abbastanza salda ed allora rinforziamo, rinsaldiamo questa che è l'unica Gioia, di cui uno possa essere pago in questo mondo. Ogni sacrificio vale solo per essa».

### LaCompagnia o Società dei Tipi Loschi
Nonostante la sua attivissima partecipazione a numerose associazioni di quell'epoca, il 18 maggio 1924, durante una gita al Pian della Mussa, insieme ai suoi più cari amici fondò la "Compagnia o Società dei Tipi Loschi", un'associazione caratterizzata da spirito d'amicizia e goliardia. Ma dietro le apparenze scherzose e goliardiche, la Compagnia dei Tipi Loschi nascondeva l'aspirazione a un'amicizia profonda, fondata sul vincolo della preghiera e della fede. «Io vorrei che noi giurassimo un patto che non conosce confini terreni né limiti temporali: l'unione nella preghiera», scrisse Pier Giorgio ad uno dei suoi amici il 15 gennaio 1925. Ed era proprio il vincolo della preghiera a legare i "lestofanti" e le "lestofantesse", come scherzosamente si denominavano tra di loro, di questa singolare Compagnia. L'associazione fornì un ulteriore pretesto per escursioni in montagna, durante le quali i membri, che si erano attribuiti dei soprannomi, si cimentavano in scherzosi proclami in stile rivoluzionario.

### Pier Giorgio e i poveri
Poiché le ricchezze della famiglia venivano elargite ai figli con grande parsimonia, Pier Giorgio era spesso al verde perché il più delle volte i pochi soldi di cui disponeva venivano da lui generosamente donati ai poveri e ai bisognosi che incontrava o a cui faceva visita. Non di rado gli amici lo vedevano tornare a casa a piedi perché aveva dato a qualche povero i soldi che avrebbe dovuto utilizzare per il tram. Come già accennato, fece attivamente parte della Conferenza di San Vincenzo, aiutando persone che spesso non avevano di che vivere. «Aiutare i bisognosi» rispose un giorno alla sorella Luciana «è aiutare Gesù». In famiglia nessuno sapeva alcunché delle sue opere caritative; inoltre non compresero mai appieno chi fosse veramente Pier Giorgio, questo figlio così diverso dal cliché alto-borghese di famiglia, sempre pronto ad andare in chiesa e mai a prendere parte alla vita mondana del suo stesso ceto.

### Gli ultimi giorni di vita

L'ultima scalata

La mattina del 30 giugno 1925, Pier Giorgio accusò una strana emicrania e anche un'insolita inappetenza. Nessuno però diede molto peso al suo malessere, pensando a comuni sintomi influenzali. Inoltre, in quegli stessi giorni, tutta l'attenzione dei familiari era rivolta all'anziana nonna materna, Linda Ametis, che morì il 1º luglio. La notte prima della morte della nonna, come racconta Luciana, non potendo prendere sonno per l'assillante dolore, Pier Giorgio tentò di alzarsi per camminare un po', ma cadde più volte in corridoio senza che nessuno, a parte i domestici, se ne accorgesse.
I genitori compresero la gravità delle condizioni del figlio proprio il giorno della morte della nonna, quando egli non riuscì più ad alzarsi dal letto per partecipare alla celebrazione delle esequie. Le sue condizioni si aggravarono repentinamente, e quando il medico accertò le condizioni in cui versava, era troppo tardi per qualsiasi rimedio. Si tentò tuttavia di fare il possibile: il padre fece arrivare direttamente da Parigi un siero sperimentale, ma fu tutto inutile. 
Il giovane Pier Giorgio morì il 4 luglio, a soli 24 anni, stroncato da una fulminante meningite virale causata dalla poliomielite probabilmente contratta facendo visita ai bisognosi che vivevano nei quartieri poveri della città.

### I funerali
Quando tutto ciò è manifestazione tranquilla e fiera del proprio convincimento e non esibizione ostentata per altri scopi, è bello e onorevole.
Ma come si distingue la "confessione" dalla "affettazione"? Ecco la vita è il termine di paragone delle parole e degli atti esteriori che altrimenti valgono ben poco. Quel giovane cattolico era anzitutto un credente.
(...) Tra l'odio, la superbia e lo spirito di dominio e di preda, questo "cristiano" che crede, e opera come crede, e parla come sente, e fa come parla, questo "intransigente" della sua religione, è pure un modello che può insegnare qualcosa a tutti.»
(Filippo Turati)
Ai suoi funerali presero parte molti amici, ragguardevoli personalità, e i poveri che  erano stati aiutati dal giovane. Per la moltitudine dei partecipanti, qualcuno dei presenti paragonò quei funerali a quelli di san Giovanni Bosco. Davanti al popolo così numeroso, che accorse a dare l'ultimo saluto al figlio i suoi familiari poterono rendersi conto di dove e come aveva effettivamente vissuto Pier Giorgio. Il padre, con amarezza, asserì: «Io non conosco mio figlio!», ma proprio da qui inizia a scoprire la sua grandezza umana e spirituale, giungendo in seguito dall'ateismo alla conversione.

## Il culto

### La beatificazione

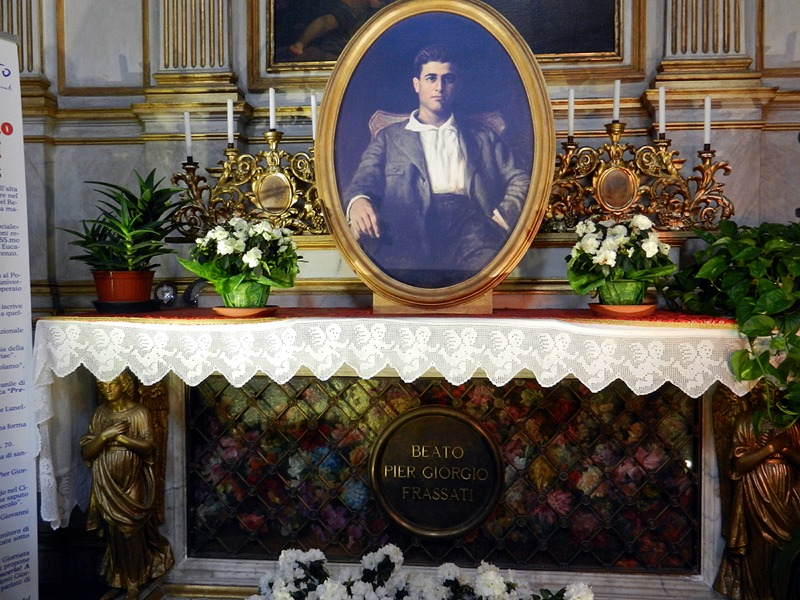
La tomba di Pier Giorgio nel Duomo di Torino

Papa Giovanni Paolo II lo ha proclamato beato il 20 maggio 1990.
Il miracolo, riconosciuto dalla Chiesa al fine della beatificazione, è la guarigione di Domenico Sellan, un friulano che aveva contratto, verso la fine degli anni trenta, il morbo di Pott. Il giovane, quasi in fin di vita, era guarito improvvisamente e senza una spiegazione medica dopo che un suo amico sacerdote gli aveva donato un'immagine con una piccola reliquia di Pier Giorgio Frassati, al quale Sellan si era rivolto con fiducia, supplicandolo d'intercedere per lui per ottenere la guarigione.
Il 3 marzo 2008 fu compiuta una ricognizione canonica del corpo del beato, che da allora riposa incorrotto in una cappella laterale della navata sinistra del Duomo di Torino, dopo essere stato precedentemente sepolto nella tomba di famiglia a Pollone, dalla quale era stato poi traslato negli anni novanta. La ricognizione era avvenuta in previsione della traslazione delle reliquie a Sydney, in occasione della Giornata mondiale della gioventù. Successivamente le reliquie sono tornate nel Duomo di Torino.
Pier Giorgio è patrono delle confraternite, dei giovani di Azione Cattolica e, nello Stato della Città del Vaticano, è stato eretto patrono del Gruppo Allievi dell'Associazione Ss. Pietro e Paolo, già Guardia Palatina d'Onore di Sua Santità. 
Il cammino verso gli altari del giovane torinese era stato rallentato da una serie di dicerie, poi rivelatesi false, riguardanti la correttezza del suo rapporto con le ragazze.
Nel 2015, in occasione dei 25 anni dalla beatificazione, le arcidiocesi di Torino e Cracovia decisero di spostare temporaneamente le spoglie del beato durante l'estate dell'anno successivo, in concomitanza con la Giornata mondiale della gioventù 2016 avvenuta a Cracovia. Nel mese di luglio del 2016 la salma di Pier Giorgio Frassati fu quindi traslata da Torino alla basilica della Santa Trinità, convento dei frati domenicani della città polacca. Durante l'evento migliaia di giovani, provenienti da ogni parte del mondo, avevano potuto conoscere la storia del beato, che papa Giovanni Paolo II aveva definito "il ragazzo delle otto Beatitudini".
Dal 25 luglio al 4 agosto 2025, in occasione del Giubileo dei giovani, le spoglie del beato sono state temporaneamente traslate a Roma presso la Basilica di Santa Maria sopra Minerva.

### Il processo di canonizzazione
Il 26 aprile 2024, durante un momento di preghiera all'interno della XVIII Assemblea nazionale dell'Azione Cattolica, il cardinale Marcello Semeraro, prefetto del Dicastero delle cause dei santi, annunciò che il beato Frassati sarebbe stato canonizzato "il prossimo anno giubilare", ovvero durante il 2025. Il 20 novembre 2024, nel corso dell'udienza generale, papa Francesco precisò che il beato sarebbe stato canonizzato al termine del Giubileo dei Giovani, durante il Giubileo del 2025, e il 25 novembre ne autorizzò la promulgazione del relativo decreto. Il 13 giugno 2025, papa Leone XIV, nel suo primo concistoro, decise che sarà canonizzato, insieme al beato Acutis, il 7 settembre 2025.
Il miracolo scelto per la canonizzazione del beato riguarda riguarda Juan Manuel Gutierrez, un sacerdote dell'arcidiocesi di Los Angeles nato nel 1986 a Texcoco, non lontano da Città del Messico. Dopo una crisi di fede adolescenziale matura in lui la vocazione sacerdotale e nel 2013 entra in seminario a Los Angeles. Il 25 settembre 2017, giocando a pallacanestro con i compagni di seminario, riporta una lesione al tendine di Achille, riparabile solo con un intervento chirurgico. Il 1° novembre Gutierrez, preoccupato per il costo dell'intervento e le possibili conseguenze sul suo percorso in seminario, si rivolge in preghiera al beato Pier Giorgio Frassati, del quale ha visto un video su YouTube. Qualche giorno dopo, mentre prega, Gutierrez avverte un calore intenso alla caviglia e scopre di poter camminare di nuovo normalmente. Una successiva risonanza magnetica rivela l'inspiegabile scomparsa della lesione.

## Nella cultura di massa
La montagna patagonica Cerro Piergiorgio è stata dedicata a lui nel 1935 dall'esploratore Alberto De Agostini.
Il Club Alpino Italiano ha dedicato a Pier Giorgio Frassati, dopo la sua beatificazione, una rete di sentieri, detti appunto Sentieri Frassati, estesa in tutte le regioni italiane. Alcuni sentieri hanno un percorso internazionale. Lungo questi percorsi il beato Pier Giorgio è ricordato con targhe che ne ricordano alcune frasi.
La città di Torino gli ha dedicato una via in Borgata Sassi.
L'Operazione Mato Grosso ha dedicato a Pier Giorgio Frassati un rifugio, situato in Valle d'Aosta. Il rifugio, costruito e gestito dai ragazzi volontari dell'Operazione Mato Grosso, è stato dedicato a lui proprio per il suo amore verso la montagna e verso i più poveri.
Nel 2010, in occasione del ventennale della beatificazione, nasce a Salerno la Brigata Frassati, un'associazione senza scopo di lucro fondata sulla devozione verso il Beato Pier Giorgio con l'obiettivo "di vivere giorno per giorno in una gioiosa amicizia nella speranza di condividere con lui l'essere cristiani decisi, sereni e sorridenti". I "briganti" sono impegnati sia in eventi religiosi che in attività ludiche che ripercorrono le opere e le passioni di Pier Giorgio Frassati in vita, come la pratica dell'adorazione eucaristica, le escursioni in montagna, riunioni formative, ecc. Alla Brigata Frassati può aderire chiunque condivida gli ideali del Beato attraverso la compilazione del modulo di adesione presente sul sito web dell'associazione.